# 彩綾
彩綾（さあや、4月7日 - ）は、日本のモデル。本名、安藤 彩綾（あんどう さあや）。
福岡県福岡市出身。グレートジェマー所属。

## 略歴
同志社大学商学部卒業。
2014年、ミス・ユニバース・ジャパン予選の福岡大会に出場し、ファイナリストに選ばれた。
趣味は、よさこい・ドッグアジリティ。特技は、ジャズダンス。

## 出演

### テレビ番組
- 花田伸二のヨンキュープラス 深夜2時にちょうどいい!!（2017年10月11日 - 、テレビ西日本）- アシスタント

### CM
- ソニック（保険）
- 世界炎博覧会（佐賀県）
- 福岡市
- 九州電力

### スチル
- 杉田写真館（成人式）
- 長崎向陽高校
- 早稲田スクール
- ライフアパレル（福岡）
- 麻生医療福祉専門学校
- アトリエヴィサージュ
- NTT DoCoMo

### ショー
- ホテルオークラブライダル
- 新趣帯結発表会
- 下関大丸
- 八幡ロイヤルホテルブライダルショー
- ホテルイルパラッツォブライダルショー
- ハウステンボスJR全日空ホテルズブライダルショー

### VP
- 柳川高校「フシギなケイタイ」篇

### 雑誌
- カーニバルプラザ（福岡）